# Ślepiec
Ślepiec (Spalax) – rodzaj ssaków z podrodziny ślepców (Spalacinae) w obrębie rodziny ślepcowatych (Spalacidae).

## Zasięg występowania
Rodzaj obejmuje gatunki występujące w południowo-wschodniej Europie i południowo-zachodniej Azji.

## Morfologia
Długość ciała 190–350 mm, ogon niewidoczny; masa ciała 120–1000 g.

## Nazwa zwyczajowa
W polskiej literaturze zoologicznej nazwa „ślepiec” była używana dla oznaczenia gatunku Spalax microphthalmus. W wydanej w 2015 roku przez Muzeum i Instytut Zoologii Polskiej Akademii Nauk publikacji „Polskie nazewnictwo ssaków świata” gatunkowi temu przypisano oznaczenie ślepiec stepowy, rezerwując nazwę „ślepiec” dla rodzaju Spalax.

## Systematyka
Rodzaj zdefiniował w 1770 roku niemiecki przyrodnik Johann Anton Güldenstädt w artykule poświęconym nowemu rodzajowi gryzonia, opublikowanym w czasopiśmie Novi commentarii Academiae Scientiarum Imperialis Petropolitanae. Gatunkiem typowym jest (oznaczenie monotypowe) ślepiec stepowy (S. microphthalmus).

### Etymologia
- Spalax (Sphalax): gr. σπαλαξ spalax, σπαλακος spalakos ‘kret’[18].
- Glis: łac. glis, gliris ‘popielica’[19]. Gatunek typowy: Erxleben wymienił kilkanaście gatunków – Glis Zemni|Erxleben, 1777, Mus oeconomus Pallas, 1776, Mus lagurus Pallas, 1773, Mus lemmus Linnaeus, 1758, Mus barabensis Pallas, 1773, Mus migratorius Pallas, 1773, Mus arenarius Pallas, 1773 (= Mus barabensis Pallas, 1773), Mus cricetus Linnaeus, 1758, Mus marmota Linnaeus, 1758, Mus monax Linnaeus, 1758, Glis canadensis[f] Erxleben, 1777 i Mus citellus Linnaeus, 1766 – nie wyznaczając gatunku typowego.
- Myospalax: gr. μυς mus, μυος muos ‘mysz’; σπαλαξ spalax, σπαλακος spalakos ‘kret’[20]. Gatunek typowy: Hermann w oryginalnym opisie nie wymienił żadnego gatunku.
- Talpoides: łac. talpa ‘kret’; -οιδης -oidēs ‘„przypominający’[21]. Gatunek typowy (oznaczenie monotypowe): Mus typhlus Pallus, 1779.
- Aspalax: gr. ασπαλαξ spalax, ασπαλακος spalakos ‘kret’[22]. Gatunek typowy (oznaczenie monotypowe): Mus typhlus Pallus, 1779.
- Anotis: gr. przedrostek negatywny αν an ‘bez’; ους ous, ωτος ōtos ‘ucho’[23].
- Ommatostergus: gr. ομματοστερης ommatosterēs ‘pozbawiony oczu’, od ομμα omma, ομματος ommatos ‘oko’; στερεω stereō ‘pozbawiać’; -ουργος -ourgos ‘pracownik’, od εργον ergon ‘pracować”’, od εργω ergō ‘pracować’”[24]. Gatunek typowy (oznaczenie monotypowe): Ommatostergus pallasii Nordmann, 1840 (= Spalax microphthalmus Güldenstädt, 1770).
- Macrospalax: gr. μακρος makros ‘długi’[25]; rodzaj Spalax Güldenstädt, 1770.

### Podział systematyczny
Do rodzaju należą następujące występujące współcześnie gatunki:
| Grafika | Gatunek               | Autor i rok opisu   | Nazwa zwyczajowa  | Podgatunki         | Rozmieszczenie geograficzne                                                       | Podstawowe wymiary                              | Status IUCN |
| ------- | --------------------- | ------------------- | ----------------- | ------------------ | --------------------------------------------------------------------------------- | ----------------------------------------------- | ----------- |
|         | Spalax istricus       | Méhely, 1909        |                   | gatunek monotypowy | Rumunia (pomiędzy Karpatami a rzeką Dunaj                                         | DC: około 24 cm DO: niewidoczny MC: brak danych | CR          |
|         | Spalax antiquus       | Méhely, 1909        |                   | gatunek monotypowy | Rumunia (Kotlina Panońska)                                                        | brak danych                                     | EN          |
|         | Spalax graecus        | Nehring, 1898       | ślepiec bałkański | gatunek monotypowy | obszar Bukowiny (południowo-zachodnia Ukraina i północno-wschodnia Rumunia)       | DC: 22–28 cm DO: niewidoczny MC: 415–700 g      | VU          |
|         | Spalax zemni          | (Erxleben, 1777)    | ślepiec podolski  | gatunek monotypowy | Ukraina (na zachód od rzeki Dniepr)                                               | DC: 20–31 cm DO: niewidoczny MC: 370–570 g      | VU          |
|         | Spalax arenarius      | Reshetnik, 1939     | ślepiec piaskowy  | gatunek monotypowy | Ukraina (wschodni brzeg rzeki Dniepr, w pobliżu jej ujścia do Morza Czarnego)     | DC: 19–27 cm DO: niewidoczny MC: 380–660 g      | EN          |
|         | Spalax microphthalmus | Güldenstädt, 1770   | ślepiec stepowy   | 2 podgatunki       | wschodnia Ukraina i południowo-zachodnia Rosja, między rzeką Dniepr a rzeką Wołga | DC: 19–31 cm DO: niewidoczny MC: 120–818 g      | LC          |
|         | Spalax giganteus      | Nehring, 1898       | ślepiec olbrzymi  | gatunek monotypowy | Rosja (półpustynie i stepy w Stawropolu, Kałmucji, Czeczenii i Dagestanie)        | DC: 25–35 cm DO: niewidoczny MC: do 1 kg        | LC          |
|         | Spalax uralensis      | Tiflov & Usov, 1939 | ślepiec kazachski | gatunek monotypowy | Kazachstan (wzdłuż terenów zalewowych dolnego dorzecza rzeki Ural)                | DC: do 31 cm DO: niewidoczny MC: brak danych    | NT          |

Kategorie IUCN:  LC  – gatunek najmniejszej troski,  NT  – gatunek bliski zagrożenia,  VU  – gatunek narażony,  EN  – gatunek zagrożony,  CR  – gatunek krytycznie zagrożony.
Opisano również gatunki wymarłe:
- Spalax advenus Kretzoi, 1977[28] (Słowacja; fanerozoik)
- Spalax chalkidikae Kretzoi, 1977[29] (Macedonia; plejstocen)
- Spalax denizliensis Erten, 2018[30] (Turcja; plejstocen)
- Spalax minutus Haas, 1966[31] (Izrael; plejstocen)
- Spalax odessanus (Topachevsky, 1969)[32] (Ukraina; pliocen)